# Howard Overman
Howard Overman (* Juli 1972) ist ein britischer Filmproduzent, Drehbuchautor und Serienschöpfer. Seine bedeutendste Serie ist Misfits von 2009 bis 2013.

## Karriere
Vor seiner Karriere arbeitete Overman im Marketing, was er hasste, sodass er sich entschied, Kurse am College zu nehmen, um eine andere Richtung einzuschlagen. Er wählte Drehbuchschreiben, sagt aber, es hätte auch irgendwas anderes sein können. Durch einen Wettbewerb von ITV durfte er ein Drehbuch für die Serie Clocking Off schreiben, das aber nicht zur Umsetzung kam, weil die Serie beendet wurde. Ab 2005 wurden Episoden nach Overmans Drehbüchern veröffentlicht, zunächst nur einzelne Episoden, bis er ab 2008 für Merlin – Die neuen Abenteuer von Johnny Capps und Julian Murphy elf Episoden schrieb.
Overman kreierte und schrieb die übernatürliche Dramaserie Misfits für E4, die von 2009 bis 2013 veröffentlicht wurde, sowie dazwischen die erste Staffel der Polizeiserie Vexed von 2010. Nach dem Ende von Merlin erschien 2013 die von Capps, Murphy und Overman geschaffene Mythologie-Serie Atlantis durch die von ihnen neugegründete Produktionsfirma Urban Myth Films. 2016 kehrte Overman zu E4 zurück mit Crazyhead, die durch Netflix koproduziert und international veröffentlicht wurde. Seit 2019 erscheint Krieg der Welten, Overmans moderne Adaption des gleichnamigen Romans.

## Filmografie
- 2005: In the Bathroom (Kurzfilm – Drehbuch)
- 2005: Hustle – Unehrlich währt am längsten (Hustle, Fernsehserie – Drehbuch: 1 Episode)
- 2005: New Tricks – Die Krimispezialisten (New Tricks, Fernsehserie – Drehbuch: 1 Episode)
- 2005: Perfect Day (Fernsehfilm – Schöpfer)
- 2006, 2008: Hotel Babylon (Fernsehserie – Drehbuch: 3 Episoden)
- 2008: Moving Wallpaper (Fernsehserie – Drehbuch: 3 Episoden)
- 2008: Dis/Connected (Fernsehfilm – Drehbuch)
- 2008: Spooks: Code 9 (Fernsehserie – Drehbuch: 1 Episode)
- 2008: Harley Street (Fernsehserie – Drehbuch)
- 2008–2012: Merlin – Die neuen Abenteuer (Merlin, Fernsehserie – Drehbuch: 11 Episoden)
- 2009–2013: Misfits (Fernsehserie – Schöpfer, Drehbuch: 32 Episoden, Produzent/Showrunner: 38 Episoden, Executive Producer: 20 Episoden)
- 2010: Vexed (Fernsehserie – Schöpfer, Drehbuch: 3 Episoden)
- 2010, 2012: Dirk Gently (Fernsehserie – Schöpfer, Drehbuch: 2 Episoden, Executive Producer: 3 Episoden)
- 2013–2015: Atlantis (Fernsehserie – Ko-Schöpfer, Drehbuch: 14 Episoden, Executive Producer: 25 Episoden)
- 2016: Crazyhead (Fernsehserie – Schöpfer, Drehbuch und Executive Producer: 6 Episoden)
- 2017: Future Man (Fernsehserie – Schöpfer)
- 2019–2022: Krieg der Welten (Fernsehserie – Schöpfer, Drehbuch und Executive Producer/Showrunner)
- 2021: The One: Finde dein perfektes Match (Fernsehserie – Schöpfer, Drehbuch und Executive Producer: 8 Episoden)

## Auszeichnungen und Nominierungen
für Misfits:
2010
- BAFTA TV Award: Beste Dramaserie – Auszeichnung
- Rose d’Or Light Entertainment Festival: Beste Dramaserie – Nominierung
- Royal Television Society, UK: Drehbuch einer Dramaserie – Nominierung
- TV Quick Awards: Beste neue Dramaserie – Nominierung

2011
- BAFTA TV Award: Beste Dramaserie – Nominierung
- British Comedy Award: Beste Comedy-Dranaserie – Nominierung
- Broadcast Award: Bestes Multichannel-Programm – Auszeichnung
- Festival de Télévision de Monte-Carlo: Bester internationaler Produzent und Bester europäischer Produzent – Nominierung
- Royal Television Society, UK: Beste Dramaserie – Nominierung
- SFX Awards, UK:
  - Beste Fernsehserie – Nominierung
  - Durchbruch des Jahres – Auszeichnung
- TV Quick Award: Beste Dramaserie – Nominierung

2012
- BAFTA TV Award: Beste Dramaserie – Nominierung
- SFX Awards, UK: Beste Fernsehserie – Nominierung